# Clopotnițele din Belgia și Franța

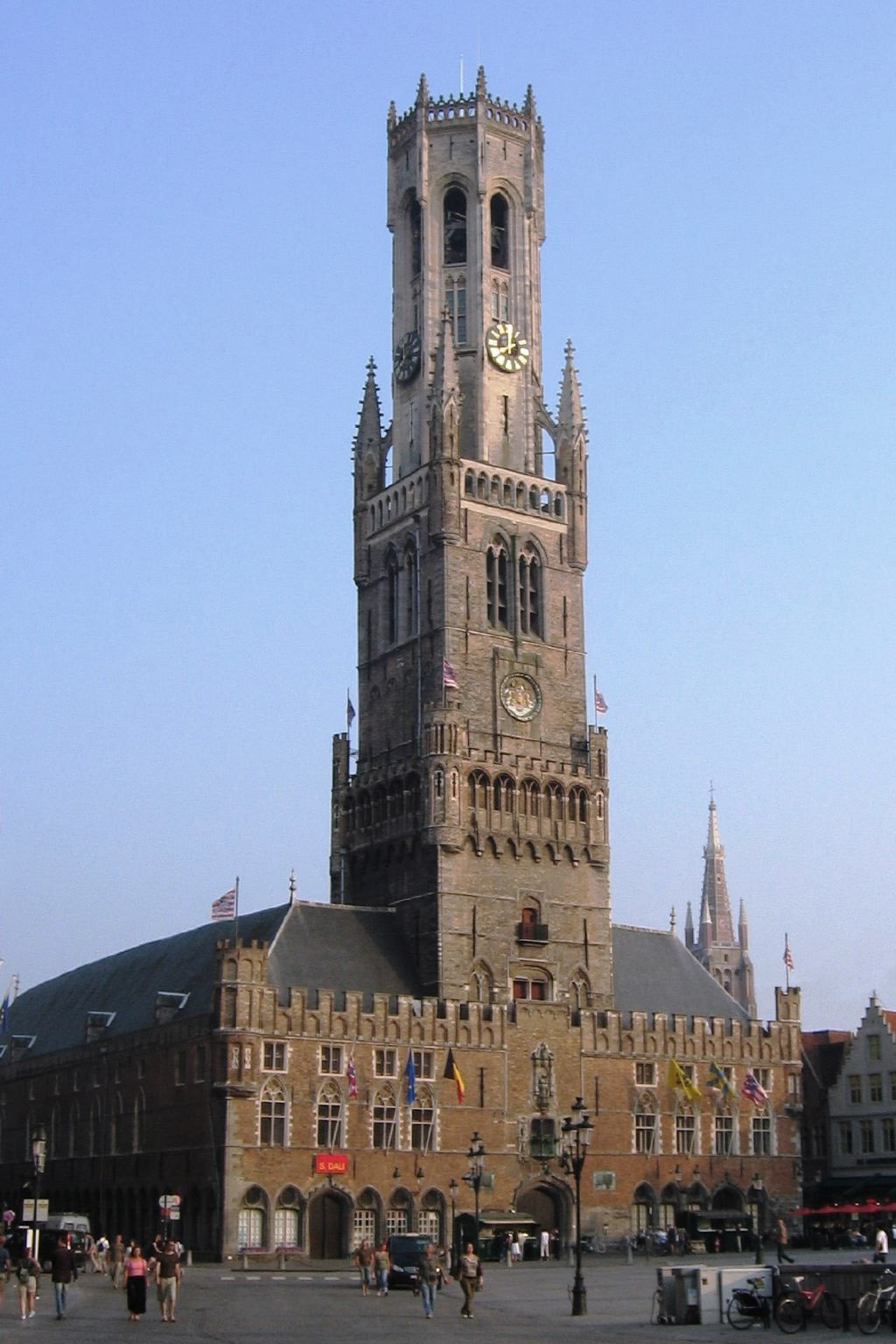
Clopotniţa din Bruges.

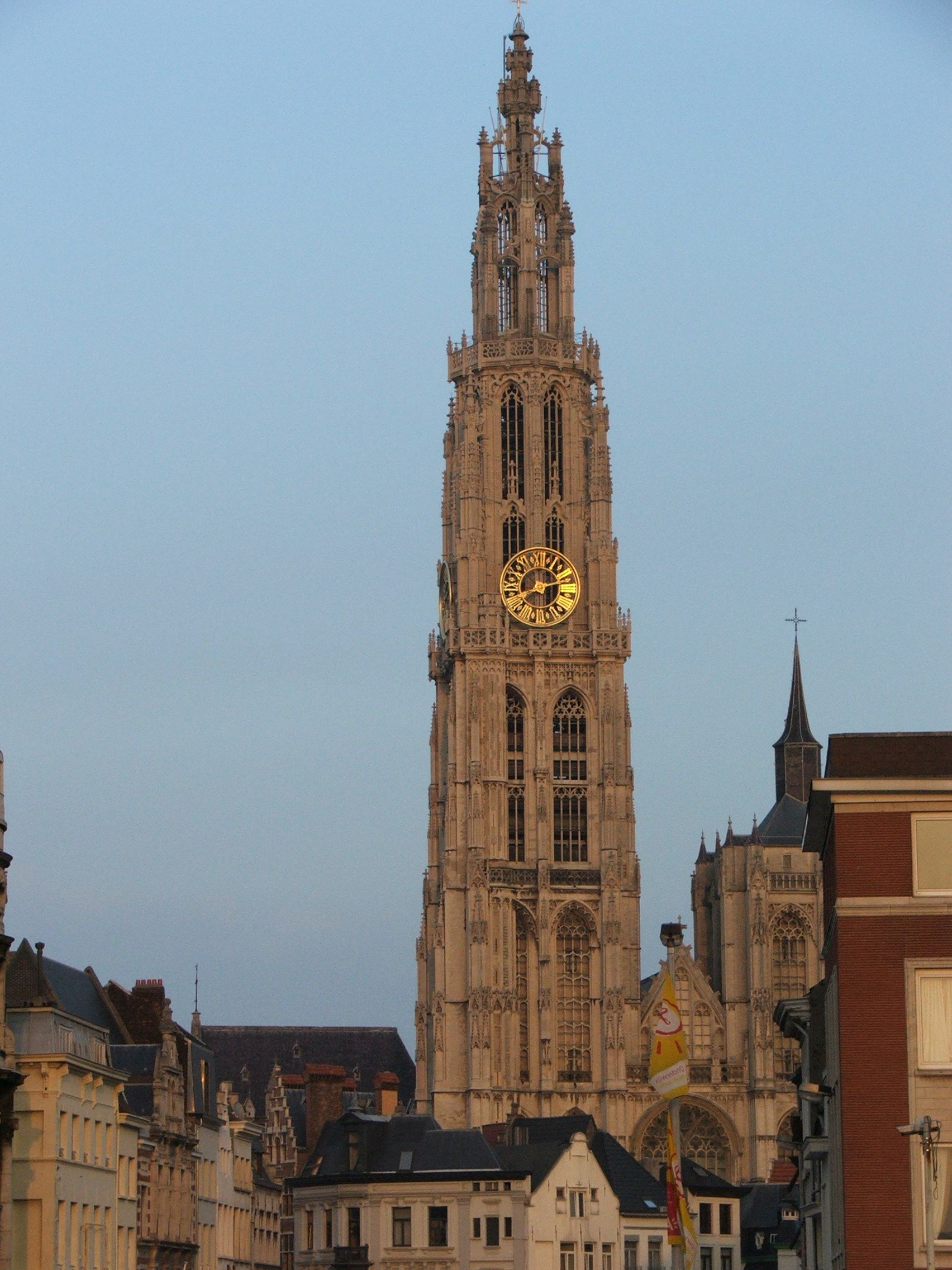
Turnul de nord al catedralei Maicii Domnului din Anvers.

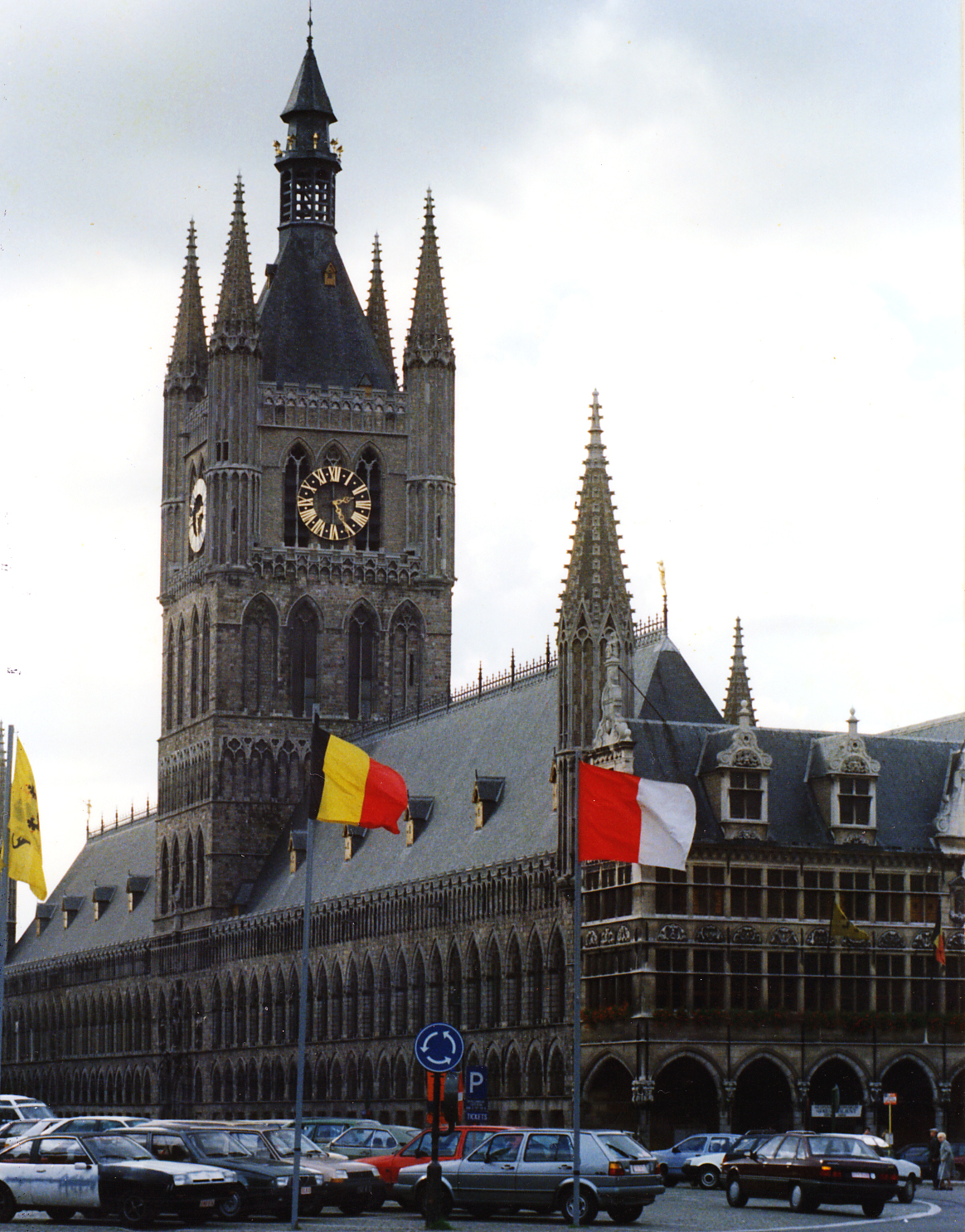
Halles aux draps, Ypres.

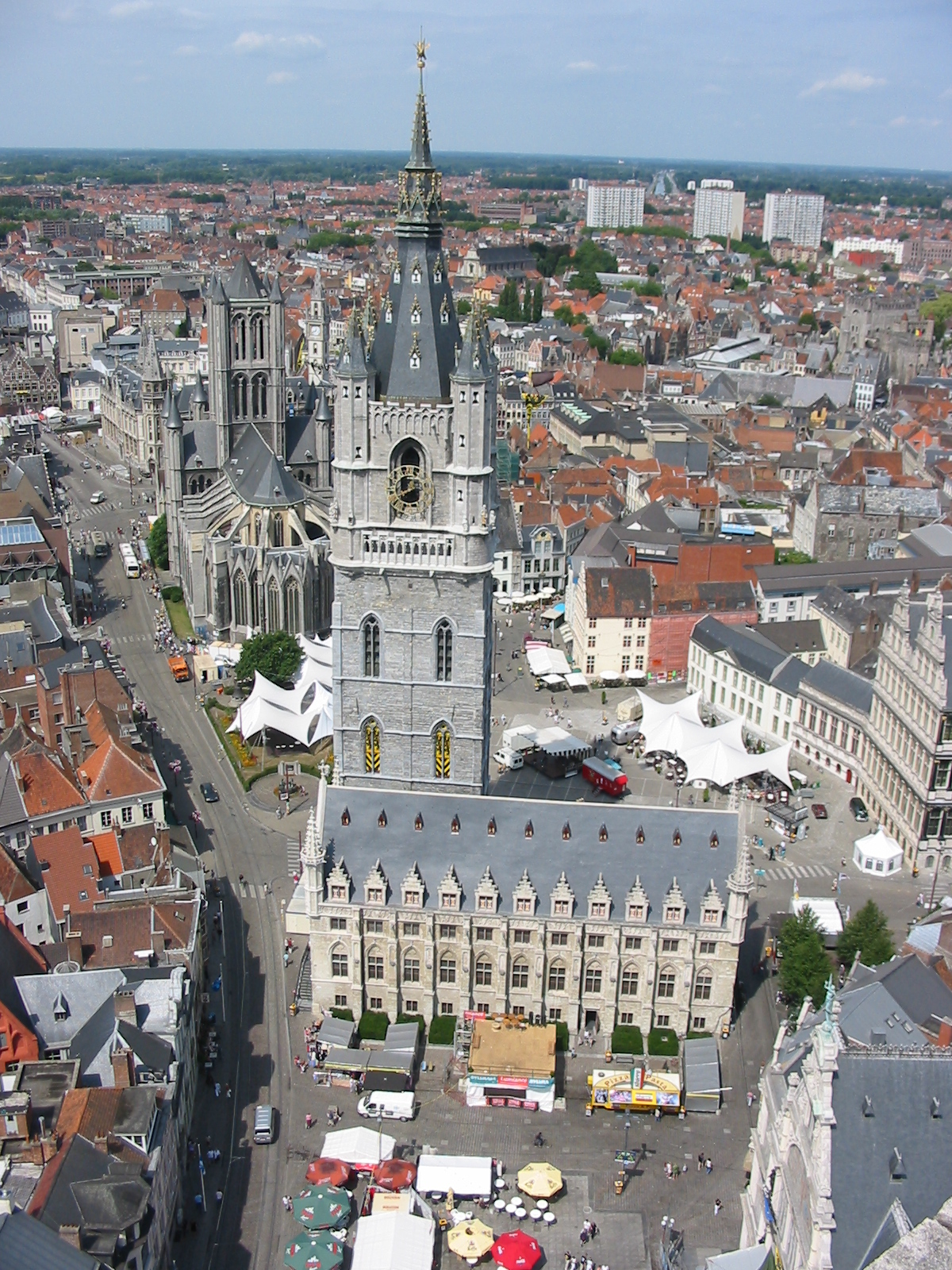
Clopotniţa din Gent.

Clopotnițele din Belgia și Franța sunt un grup de 56 de clădiri istorice înscrise de UNESCO în lista patrimoniului mondial, ca recunoaștere a unei manifestări arhitecturale a independenței civice față de influențele feudale sau religioase, în Flandra istorică și în zonele învecinate, independență ce a dus la un mare grad de democrație locală de mare semnificație în istoria omenirii.
UNESCO a înscris 32 de turnuri în lista sa de „clopotnițe din Flandra și Valonia” în 1999. În 2005 au fost adăugate clopotnița din Gembloux din Regiunea Valonă a Belgiei și 23 de clopotnițe din regiunile Nord-Pas-de-Calais și Picardia din extremitatea nordică a Franței, iar lista a luat actualul său nume. A fost omis turnul primăriei din Bruxelles, care deja era pe lista patrimoniului mondial ca parte din Piața Mare din Bruxelles.
Pe lângă clopotnițele civile, sau alte clădiri cum ar fi primăriile, care au servit aceluiași scop, lista include și clădiri religioase care au folosit pe post de turnuri de pază sau de clopote de alarmă: Catedrala din Anvers și turnul St. Rumbolds din Mechelen Flandra, și biserica St. Leonard din Zoutleeuw (Brabantul Flamand). Câteva dintre ele sunt clădiri singulare, dar majoritatea sunt legate de clădiri mai mari.

## Belgia
ID-urile corespund ordinii din lista completă 943/943bis de la UNESCO.

### Flandra

#### Anvers
| ID 943-002 | Antwerp   | Catedrala Maicii Domnului din Anvers                                            |
| ID 943-003 | Antwerp   | Primăria                                                                        |
| ID 943-009 | Herentals | Fosta primărie și Hala de Țesături                                              |
| ID 943-013 | Lier      | Primăria și clopotnița                                                          |
| ID 943-016 | Mechelen  | Turnul St. Rumbolds al catedralei                                               |
| ID 943-015 | Mechelen  | Vechea Hală de Țesături cu clopotniță, cea mai veche parte din actuala primărie |

#### Flandra de Vest
| ID 943-004 | Bruges          | Clopotnița denumită Halletoren (Turnul Halelor) și Halele⁠(d)                              |
| ID 943-006 | Diksmuide       | Primăria și clopotnița                                                                    |
| ID 943-011 | Kortrijk        | Clopotnița denumită și Halletoren (Turnul Halei)                                          |
| ID 943-014 | Lo-Reninge (Lo) | Fosta primărie cu clopotniță, actualmente hotel                                           |
| ID 943-017 | Menen           | Primăria și clopotnița adiacentă                                                          |
| ID 943-018 | Nieuwpoort      | Hala de Cereale denumită și Stadshalle (Piața Orașului, sau Hala Orașului), cu clopotniță |
| ID 943-020 | Roeselare       | Primăria, Hala Orașului, și clopotnița                                                    |
| ID 943-022 | Tielt           | Clopotnița denumită Hallentoren (Turnul Halelor), Hala de Țesături și Camera Primarului   |
| ID 943-025 | Veurne          | Landhuis („casă de țară”, fostul sediu al viconției de Veurne-Ambacht⁠(d)) și clopotnița   |
| ID 943-010 | Ypres           | Hala de Țesături cu clopotniță                                                            |

#### Flandra de Est
| ID 943-001 | Aalst       | Casa consilierilor, cu clopotnița⁠(d)        |
| ID 943-005 | Dendermonde | Primăria cu clopotnița                      |
| ID 943-007 | Eeklo       | Primăria cu clopotnița                      |
| ID 943-008 | Gent        | Clopotnița, Hala de Țesături și Mammelokker |
| ID 943-019 | Oudenaarde  | Primăria cu clopotnița                      |

#### Brabantul Flamand
| ID 943-012 | Leuven    | Biserica Sf. Petru și turnul                          |
| ID 943-023 | Tienen    | Biserica Sf. Germanus cu Stadstoren (turnul orașului) |
| ID 943-026 | Zoutleeuw | Biserica St. Leonard                                  |

#### Limburg
| ID 943-021 | Sint-Truiden | Primăria cu turnul                                  |
| ID 943-024 | Tongeren     | Basilica Notre-Dame cu Stadstoren (turnul orașului) |

### Valonia

#### Hainaut
| ID 943-027 | Binche    | Clopotnița primăriei |
| ID 943-028 | Charleroi | Clopotnița primăriei |
| ID 943-029 | Mons      | Clopotnița           |
| ID 943-031 | Thuin     | Clopotnița           |
| ID 943-032 | Tournai   | Clopotnița           |

#### Namur
| ID 943-056 | Gembloux | Clopotnița |
| ID 943-030 | Namur    | Clopotnița |

## Franța

### Nord-Pas de Calais

#### Nord

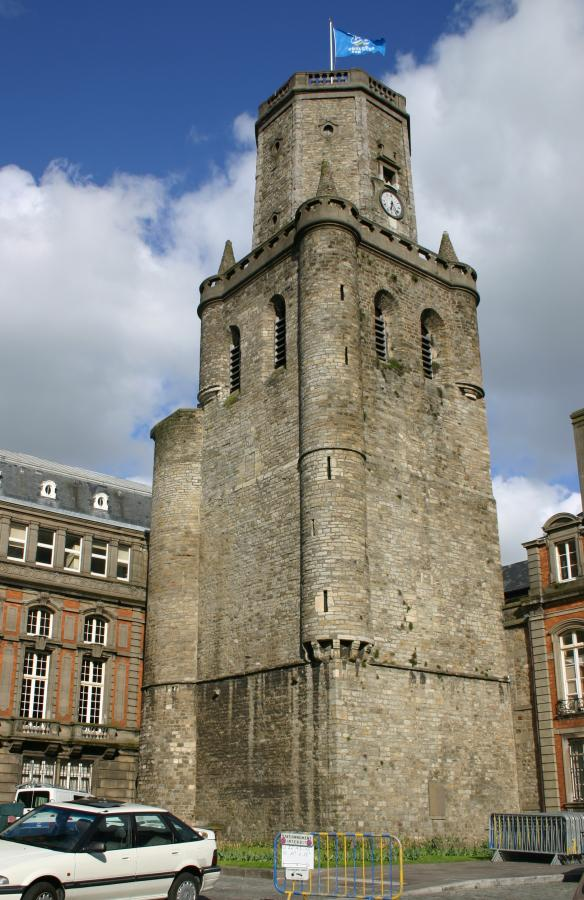
Boulogne-sur-Mer

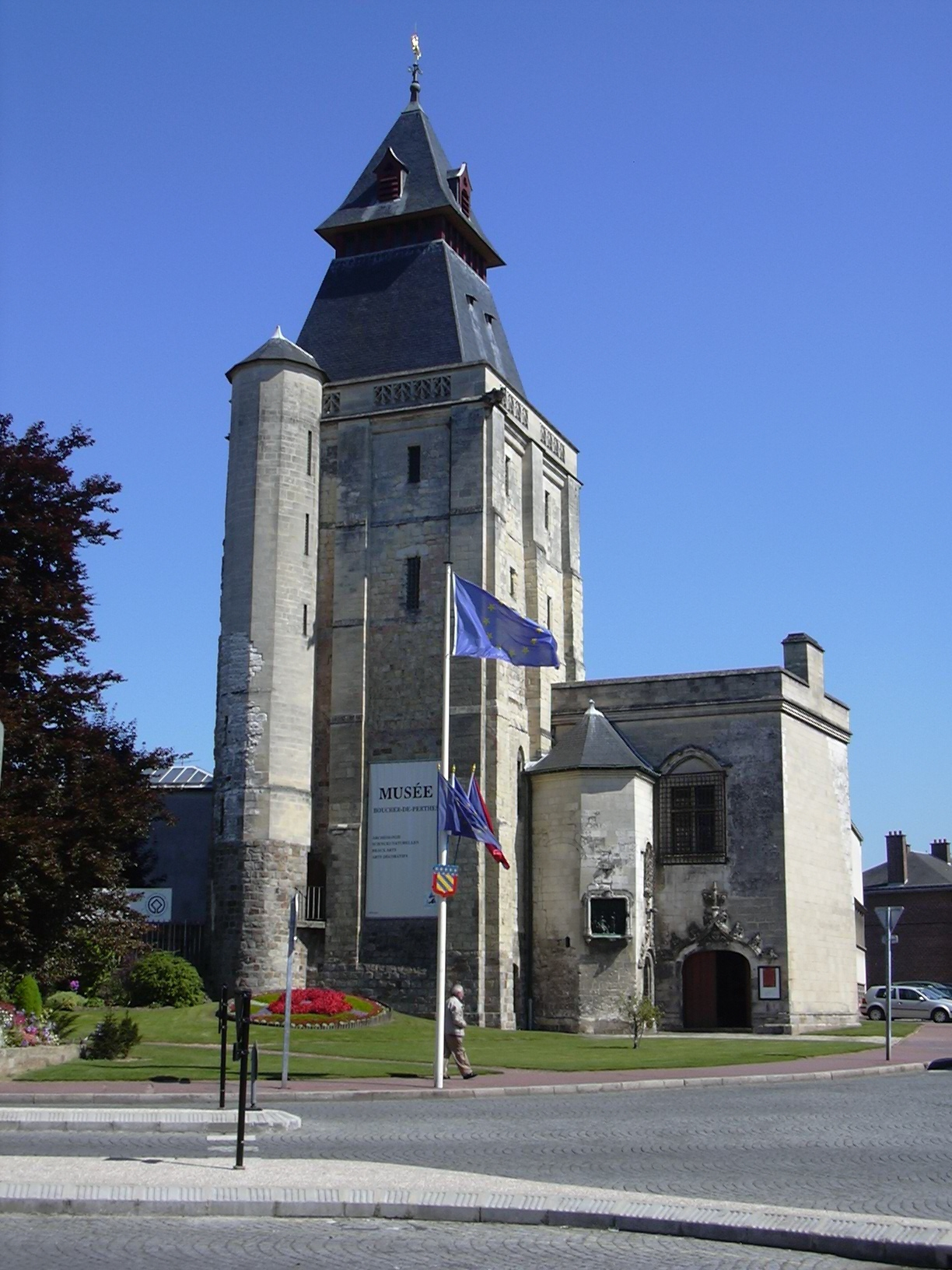
Abbeville

| ID 943-033 | Armentières | Clopotnița primăriei             | 50°41′11″N 2°52′57″E / 50.68645°N 2.8824°E  |
| ID 943-034 | Bailleul    | Clopotnița primăriei             | 50°44′23″N 2°44′04″E / 50.7397°N 2.7344°E   |
| ID 943-035 | Bergues     | Clopotnița                       | 50°58′05″N 2°25′58″E / 50.9680°N 2.4327°E   |
| ID 943-036 | Cambrai     | Clopotnița bisericii St. Martin  | 50°10′27″N 3°13′56″E / 50.1742°N 3.232127°E |
| ID 943-037 | Comines     | Clopotnița primăriei             | 50°45′55″N 3°00′26″E / 50.7653°N 3.0072°E   |
| ID 943-038 | Douai       | Clopotnița primăriei             | 50°22′04″N 3°04′50″E / 50.3679°N 3.0805°E   |
| ID 943-040 | Dunkirk     | Clopotnița primăriei             | 51°02′15″N 2°22′36″E / 51.0376°N 2.3768°E   |
| ID 943-039 | Dunkirk     | Clopotnița bisericii St. Eligius | 51°02′08″N 2°22′35″E / 51.0356°N 2.3763°E   |
| ID 943-041 | Gravelines  | Clopotnița                       | 50°59′12″N 2°07′34″E / 50.9868°N 2.1261°E   |
| ID 943-042 | Lille       | Clopotnița primăriei             | 50°37′50″N 3°04′11″E / 50.6306°N 3.0698°E   |
| ID 943-043 | Loos        | Clopotnița primăriei             | 50°36′54″N 3°00′53″E / 50.61507°N 3.01477°E |

#### Pas-de-Calais
| ID 943-044 | Aire-sur-la-Lys  | Clopotnița primăriei | 50°38′19″N 2°23′47″E / 50.6385°N 2.3963°E |
| ID 943-045 | Arras            | Clopotnița primăriei | 50°17′28″N 2°46′37″E / 50.2911°N 2.7770°E |
| ID 943-046 | Béthune          | Clopotnița           | 50°31′52″N 2°38′21″E / 50.5310°N 2.6392°E |
| ID 943-047 | Boulogne-sur-Mer | Clopotnița primăriei | 50°43′30″N 1°36′48″E / 50.7250°N 1.6132°E |
| ID 943-048 | Calais           | Clopotnița primăriei | 50°57′10″N 1°51′15″E / 50.9529°N 1.8542°E |
| ID 943-049 | Hesdin           | Clopotnița primăriei | 50°22′23″N 2°02′11″E / 50.3730°N 2.0363°E |

### Picardia

#### Somme
| ID 943-050 | Abbeville     | Clopotnița                                                            | 50°06′26″N 1°49′58″E / 50.1073°N 1.8329°E |
| ID 943-051 | Amiens        | Clopotnița                                                            | 49°53′44″N 2°17′46″E / 49.8955°N 2.2960°E |
| ID 943-052 | Doullens      | Clopotnița fostei primării, în prezent centru de informații turistice | 50°09′19″N 2°20′28″E / 50.1554°N 2.3410°E |
| ID 943-053 | Lucheux       | Clopotnița de pe poarta orașului                                      | 50°11′50″N 2°24′40″E / 50.1971°N 2.4112°E |
| ID 943-054 | Rue           | Clopotnița                                                            | 50°16′21″N 1°40′07″E / 50.2725°N 1.6687°E |
| ID 943-055 | Saint-Riquier | Clopotnița                                                            | 50°08′03″N 1°56′47″E / 50.1342°N 1.9464°E |